# Municipio de Odessa (condado de Ramsey)
El municipio de Odessa (en inglés: Odessa Township) es un municipio ubicado en el condado de Ramsey en el estado estadounidense de Dakota del Norte. En el año 2010 tenía una población de 49 habitantes y una densidad poblacional de 0,41 personas por km².

## Geografía
El municipio de Odessa se encuentra ubicado en las coordenadas 47°58′8″N 98°35′15″O / 47.96889, -98.58750. Según la Oficina del Censo de los Estados Unidos, el municipio tiene una superficie total de 119.69 km², de la cual 98,15 km² corresponden a tierra firme y (17,99 %) 21,53 km² es agua.

## Demografía
Según el censo de 2010, había 49 personas residiendo en el municipio de Odessa. La densidad de población era de 0,41 hab./km². De los 49 habitantes, el municipio de Odessa estaba compuesto por el 85,71 % blancos, el 14,29 % eran amerindios. Del total de la población el 0 % eran hispanos o latinos de cualquier raza.